# Kim Un-Chol
Kim Un-Chol, född 23 september 1979, är en nordkoreansk boxare som tog OS-brons i lätt flugviktsboxning 2000 i Sydney. Han förlorade med 10-15 i semifinalen mot spanjoren Rafael Lozano.